# Shiho Fukada
Pour les articles homonymes, voir Fukada.
Shiho Fukada (深田 志穂, Fukada Shiho) est une photojournaliste japonaise actuellement postée à Beijing, en Chine. Elle travaille pour The New York Times, MSNBC, Le Monde, le Chicago Tribune et le New York magazine, entre autres,. Elle remporte le grand prix du neuvième concours annuel de la photo de l'année du Editor and Publisher Magazine en 2008. Fukada remporter également une bourse de journalisme Alicia Patterson
 en 2010 pour documenter et photographier les travailleurs temporaires japonais.

## Biographie
Fukada est diplômée de littérature anglaise et a d'abord travaillé dans la publicité de la mode en tant que comptable. Elle a emprunté un appareil photo SLR 35 mm et a commencé à faire des photos.